# Brødrene Lumière
Brødrene Auguste (19. oktober 1862 – 10. april 1954) og Louis Lumière (5. oktober 1864 – 6. juni 1948) blev født i Besançon, Frankrig og var de første filminstruktører i historien. Familien flyttede i 1870 til Lyon, hvor brøderne voksede op.
Asteroiden 775 Lumière er opkaldt til deres ære.
Deres far, Antoine, var maler og fotograf og etablerede et studie i Lyon. Begge brødre begyndte at arbejde for deres far, og familieselskabet voksede. I 1894 omfattede det en fabrik med 300 ansatte, som producerede fotografiske plader.
Brødrene Lumière blev af deres far opfordret til at bygge et apparat, som kombinerede levende billeder med projektion. Den 13. februar 1894 tog de patent på et kombineret filmkamera og fremviser, og den 22. marts året efter arrangerede de en privat filmfremvisning. Den første forestilling for et betalende publikum fandt sted den 28. december i Paris, på Grand Café på Boulevard des Capucines.
Brødrene mente ikke, at deres opfindelse havde nogen fremtid, og deres indsats inden for filmbranchen blev kortvarig.
I 1904 udviklede brødrene autochromemetoden der er en tidlig metode til fremstilling af farvefotografier. Metoden fungerer efter princippet om additiv farveblanding. Med denne metode lykkedes det for første gang at fremstille et farvefotografi med blot én eksponering.